# Циммернзупра
Циммернзупра (нем. Zimmernsupra) — община в Германии, районный центр, расположен в земле Тюрингия.
Входит в состав района Гота. Подчиняется управлению Нессеауэ. Население составляет 375 человек (на 31 декабря 2010 года). Занимает площадь 7,41 км².